# Benemérito de las Américas
Benemérito de las Américas è uno dei 118 comuni dello stato del Chiapas, Messico.

## Storia
Dal 1983, in seguito alla divisione del Sistema de Planeación, è ubicata nella regione economica VI: SELVA.

## Estensione
Si estende per un'area di 979,20 km² che rappresenta il 4,94% della superficie della Regione Selva e l'1,29% del Chiapas con una popolazione di 15 213 abitanti secondo il censimento del 2005.

Confina a nord, a est e a sud con il Guatemala e a ovest con i comuni di Marqués de Comillas e Ocosingo

## Idrografia
Dal punto di visto idrologico il territorio comunale è diviso tra due bacini: la zona occidentale e quella settentrionale fanno parte del bacino del fiume Lacantún, mentre quella orientale del bacino del fiume Chixoy. Entrambe sono comprese nella regione idrologica Grijalva-Usumacinta, che occupa più del 60% del territorio del Chiapas. I principali corsi d'acqua del territorio di Benemérito de las Americas sono due grandi fiumi: a nord il Lacantún, che delimita il confina col comune de Ocosingo e al quale affluiscono i fiumi Jataté, Tzendales, Perlas e Lacanjá; ad est il fiume Usumacinta, il più impetuoso del Messico, che delimita il confine con il Guatemala.

## Geografia fisica

### Clima
Il suo clima varia con l'altitudine, predominando quello caldo e umido

## Principali ecosistemi
La vegetazione è la foresta.

## Località principali
A capo del comune c'è la città di Benemérito de las Américas con 6 356 abitanti; tra le altre località citiamo:
- Flor de Cacao con 1 329 abitanti
- Arroyo Delicias con 834 abitanti
- Nuevo Orizaba con 786 abitanti